# 이중환 (조선귀족)
이중환(李重桓, 1895년 5월 24일 ~ 1945년 5월 9일)은 일제강점기의 조선귀족으로, 본관은 전주, 본적은 경기도 안성시이며 남작 이용태의 양자이다.

## 생애
1915년 11월 10일 일본 정부로부터 다이쇼 대례 기념장을 받았으며 같은 해 11월 11일 종5위에 서위되었다. 1922년 10월 20일 자신의 아버지였던 이용태가 받은 남작 작위를 승계받았고 1928년 11월 16일 일본 정부로부터 쇼와 대례 기념장을 받으면서 정5위에 서위되었다. 1929년 12월 창복회로부터 월 교부금 150엔을 받았다.
1940년 일본 정부로부터 기원 2600년 축전 기념장을 받았으며 1941년 정4위에 서위되었다. 1943년 8월 1일에 열린 징병제실시감사봉고병필승기원제에서 조선귀족 대표로 참석했고 1943년 8월 31일 조선귀족회 대표로 징병제실시기념사업비 헌금을 전달했다. 1944년 4월 23일 조선귀족회 이사로 선임되었으며 같은 해 7월 조선귀족회 간사를 역임했다. 민족문제연구소의 친일인명사전 수록자 명단의 수작/습작 부문, 친일반민족행위진상규명위원회가 발표한 친일반민족행위 705인 명단에 포함되었다.

## 참고자료
- 친일반민족행위진상규명위원회 (2009). 〈이중환〉. 《친일반민족행위진상규명 보고서 Ⅳ-14》. 서울. 313~319쪽.